# 収集 (小説)
『収集』（しゅうしゅう、原題：Collectors）は、アメリカの小説家レイモンド・カーヴァーの短編小説。

## 概要
『エスクァイア』1975年8月号に掲載された。カーヴァーの最初の短編集である『頼むから静かにしてくれ』（マグロー・ヒル社、1976年3月9日）に収録。生前に出版された精選作品集『Where I'm Calling From: New and Selected Stories』（アトランティック・マンスリー・プレス、1988年5月）にも収録された。
カーヴァー全集第1巻『頼むから静かにしてくれ』の解題で村上は本作品について次のように述べている。「これは見事な出来の短篇だと思う。リアリズムでありながら、リアリズムではない。具象でありながら、具象ではない。その不思議な世界のバランスを破綻なく支えきっているのが、カーヴァーの文章の強靱さである」
映画監督のロバート・アルトマンはカーヴァーの9つの短編と1編の詩をもとに『ショート・カッツ』（1993年）を作るが、本作品もその中のひとつに選ばれている。

## 日本語版
翻訳は3種類存在する。
1. 村上春樹の訳。『THE COMPLETE WORKS OF RAYMOND CARVER 1　頼むから静かにしてくれ』（中央公論社、1991年2月20日）が初出。12編の作品から成る『Carver's Dozen レイモンド・カーヴァー傑作選』（中央公論社、1994年12月7日）にも収録されている。
2. 柴田元幸の訳。村上と柴田の共著『翻訳夜話』（文藝春秋、2000年10月20日）に、村上の翻訳と柴田の翻訳が原文と共にそれぞれ収録されている。柴田訳のタイトルは「集める人たち」。
3. 青山南の訳。『エスクァイア日本版』1988年12月号が初出。青山が編纂した『世界は何回も消滅する』（筑摩書房、1990年6月27日）に収録されている。青山訳のタイトルは「集めるひと」。

## あらすじ
失業中の「僕」はソファーに横になって雨の音を聞いていた。誰かがポーチを上がりドアをノックした。オーブリー・ベルと申します、ミセス・スレーターにあるものをお持ちしたんです、懸賞に当選なすったんですよ、と男は言った。ミセス・スレーターはもうここには住んでないことを「僕」は伝えるが、結局オーブリー・ベルを家の中に入れる。
W・H・オーデンは初めて中国を訪れたとき、初めから終わりまでずっと室内履きを履いていたんですよ、うおのめのせいです、とオーブリー・ベルは言った。そしてケースから電気掃除機を取り出し、コンセントをみつけ動かし始めた。
リルケは成人してからはずっと、城から城へと移り住んでおりました。後援者たちがおったんですな、と彼は機械の唸りに負けないような大声で言った。それから緑の液体が5、6オンス入った瓶を持って台所に入り、その瓶を水道の水でいっぱいにした。コーヒー飲みますか、と「僕」は尋ねた。